# Gran Premio de Suecia de Motociclismo de 1985
El Gran Premio de Suecia de Motociclismo de 1985 fue la undécima prueba de la temporada 1985 del Campeonato Mundial de Motociclismo. El Gran Premio se disputó el 11 de agosto de 1985 en el Circuito de Anderstorp.

## Resultados 500cc
El estadounidense Freddie Spencer se proclamó campeón de la categoría al obtener su séptima victoria de la temporada. El piloto de Honda consiguió la pole position y la vuelta rápida, por delante de su rival en la clasificación el estadounidense Eddie Lawson, que cerró el subcampeonato. El británico Ron Haslam acabó tercero.
| Pos.     | Piloto              | Moto       | Tiempo     | Pts. |
| -------- | ------------------- | ---------- | ---------- | ---- |
| 1        | Freddie Spencer     | Honda      | 49.26.73   | 15   |
| 2        | Eddie Lawson        | Yamaha     | 49.49.53   | 12   |
| 3        | Ron Haslam          | Honda      | 50.04.64   | 10   |
| 4        | Christian Sarron    | Yamaha     | 50.18.97   | 8    |
| 5        | Randy Mamola        | Honda      | 50.33.21   | 6    |
| 6        | Didier de Radiguès  | Honda      | 50.35.27   | 5    |
| 7        | Mike Baldwin        | Honda      | 50.36.10   | 4    |
| 8        | Raymond Roche       | Yamaha     | 50.58.43   | 3    |
| 9        | Thierry Espié       | Chevallier | 1 Vuelta   | 2    |
| 10       | Massimo Messere     | Honda      | 1 Vuelta   | 1    |
| 11       | Eero Hyvärinen      | Honda      | 1 Vuelta   |      |
| 12       | Dave Petersen       | Honda      | 1 Vuelta   |      |
| 13       | Peter Linden        | Honda      | 1 Vuelta   |      |
| 14       | Boet van Dulmen     | Honda      | 1 Vuelta   |      |
| 15       | Rob Punt            | Suzuki     | 1 Vuelta   |      |
| 16       | Esko Kuparinen      | Suzuki     | 1 Vuelta   |      |
| 17       | Simon Buckmaster    | Suzuki     | 2 Vueltas  |      |
| 18       | Maarten Duyzers     | Suzuki     | 2 Vueltas  |      |
| 19       | Geir Hestman        | Honda      | 2 Vueltas  |      |
| 20       | David Griffith      | Suzuki     | 2 Vueltas  |      |
| 21       | Andreas Leuthe      | Suzuki     | 3 Vueltas  |      |
| 22       | Fabio Biliotti      | Honda      | 4 Vueltas  |      |
| 23       | Christian Le Liard  | Chevallier | 11 Vueltas |      |
| 24       | Lars Johansson      | Suzuki     | 13 Vueltas |      |
| Ret      | Wayne Gardner       | Honda      | Ret        |      |
| Ret      | Robert McElnea      | Suzuki     | Ret        |      |
| Ret      | Franco Uncini       | Suzuki     | Ret        |      |
| Ret      | Kjeld Sörensen      | Suzuki     | Ret        |      |
| Ret      | Michael Jansberg    | Suzuki     | Ret        |      |
| Ret      | Armando Errico      | Honda      | Ret        |      |
| Ret      | Wolfgang von Muralt | Suzuki     | Ret        |      |
| Ret      | Peter Sköld         | Honda      | Ret        |      |
| Ret      | Gustav Reiner       | Honda      | Ret        |      |
| Ret      | Sito Pons           | Suzuki     | Ret        |      |
| DNS      | Claus Wulff         | Suzuki     | DNS        |      |
| DNS      | Neil Robinson       | Suzuki     | DNS        |      |
| DNS      | Gunnar Bruhn        | Suzuki     | DNS        |      |
| DNQ      | Helmut Schütz       | Suzuki     | DNQ        |      |
| DNQ      | Erich Sanders       | Suzuki     | DNQ        |      |
| Sources: |                     |            |            |      |

## Resultados 250cc
El ya campeón del mundo Freddie Spencer no participó en el carrera del sábado para centrarse en ganar el título de 500 del domingo. Al final, la victoria fue para el alemán Anton Mang que de esta manera se garantizaba el subcampeonato ante el venezolano Carlos Lavado y el italiano Fausto Ricci.
| Pos. | Piloto                 | Moto       | Tiempo   | Pts. |
| ---- | ---------------------- | ---------- | -------- | ---- |
| 1    | Anton Mang             | Honda      | 42.46.44 | 15   |
| 2    | Carlos Lavado          | Yamaha     | 42.55.28 | 12   |
| 3    | Fausto Ricci           | Honda      | 43.02.03 | 10   |
| 4    | Alan Carter            | Honda      | 43.21.58 | 8    |
| 5    | Jacques Cornu          | Honda      | 43.22.91 | 6    |
| 6    | Pierre Bolle           | Parisienne | 43.24.49 | 5    |
| 7    | Donnie McLeod          | Armstrong  | 43.24.66 | 4    |
| 8    | Jean-Michel Mattioli   | Yamaha     | 43.24.79 | 3    |
| 9    | Siegfried Minich       | Yamaha     | 43.27.03 | 2    |
| 10   | Niall Mackenzie        | Armstrong  | 43.27.93 | 1    |
| 11   | Jean-François Baldé    | Yamaha     | 43.28.32 |      |
| 12   | Roland Freymond        | Yamaha     | 43.35.14 |      |
| 13   | Reinhold Roth          | Yamaha     | 43.36.15 |      |
| 14   | Juan Garriga           | Rotax      | 43.36.32 |      |
| 15   | Harald Eckl            | ES         | 43.46.93 |      |
| 16   | Dominique Sarron       | Honda      | 43.47.15 |      |
| 17   | Gary Noel              | EMC        | 43.52.90 |      |
| 18   | Jean Foray             | Chevallier | 44.06.43 |      |
| 19   | Edwin Weibel           | Rotax      | 44.06.83 |      |
| 20   | Michel Galbit          | Yamaha     | 44.07.47 |      |
| 21   | Eilert Lundstedt       | Yamaha     | 44.07.62 |      |
| 22   | Stéphane Mertens       | Yamaha     | 44.17.71 |      |
| 23   | Stefano Caracchi       | MBA        | 44.24.70 |      |
| 24   | Johnny Simonsson       | Yamaha     | 1 Vuelta |      |
| 25   | Tony Head              | Armstrong  | 1 Vuelta |      |
| 26   | Svend Andersson        | Yamaha     | 1 Vuelta |      |
| 27   | Anders Skov            | Yamaha     | 1 Vuelta |      |
| 28   | Philippe Pagano        | Yamaha     | 1 Vuelta |      |
| Ret  | Manfred Herweh         | Real       | Ret      |      |
| Ret  | Jean-Louis Guignabodet | Rotax      | Ret      |      |
| Ret  | Carlos Cardús          | Cobas      | Ret      |      |
| Ret  | August Auinger         | Bartol     | Ret      |      |
| Ret  | Thierry Rapicault      | Yamaha     | Ret      |      |
| Ret  | René Delaby            | Rotax      | Ret      |      |
| Ret  | Luis Miguel Reyes      | Cobas      | Ret      |      |
| Ret  | Antonio Neto           | Cobas      | Ret      |      |
| DNQ  | Peter Granath          | Harris     | DNQ      |      |
| DNQ  | Bengt Elgh             | MBA        | DNQ      |      |
| DNQ  | Bobby Issazadhe        | ESV        | DNQ      |      |
| DNQ  | Han Hansebräten        | Tommy      | DNQ      |      |
| DNQ  | Jean-Luc Guillemet     | Yamaha     | DNQ      |      |
| DNQ  | Jacky Onda             | Pernod     | DNQ      |      |
| DNQ  | Jarmo Lilitiä          | Mevi       | DNQ      |      |
| DNQ  | Tapio Virtanen         | Rotax      | DNQ      |      |

## Resultados 125cc
En el octavo de litro, el único ítutlo todavía por asignar, quedó en suspenso por el duelo entre los dos aspirantes Pier Paolo Bianchi, segundo, y Fausto Gresini, tercero. En esta ocasión, la victoria del Gran Premio fue para el austríaco August Auinger.
| Pos. | Piloto                 | Moto    | Tiempo    | Pts. |
| ---- | ---------------------- | ------- | --------- | ---- |
| 1    | August Auinger         | MBA     | 44.54.00  | 15   |
| 2    | Pier Paolo Bianchi     | MBA     | 45.01.07  | 12   |
| 3    | Fausto Gresini         | Garelli | 45.01.25  | 10   |
| 4    | Ezio Gianola           | Garelli | 45.06.85  | 8    |
| 5    | Jussi Hautaniemi       | MBA     | 45.07.02  | 6    |
| 6    | Domenico Brigaglia     | MBA     | 45.38.59  | 5    |
| 7    | Johnny Wickström       | MBA     | 45.38.71  | 4    |
| 8    | Giuseppe Ascareggi     | MBA     | 45.39.42  | 3    |
| 9    | Olivier Liégeois       | MBA     | 45.48.76  | 2    |
| 10   | Lucio Pietroniro       | MBA     | 45.51.37  | 1    |
| 11   | Willy Pérez            | MBA     | 46.20.37  |      |
| 12   | Mickel Nielsen         | MBA     | 46.21.91  |      |
| 13   | Peter Sommer           | MBA     | 46.26.29  |      |
| 14   | Håkan Olsson           | MBA     | 46.40.39  |      |
| 15   | Henrik Rasmussen       | MBA     | 46.42.40  |      |
| 16   | Christoph Bürki        | MBA     | 1 Vuelta  |      |
| 17   | Willy Hupperich        | Seel    | 1 Vuelta  |      |
| 18   | Mike Leitner           | MBA     | 1 Vuelta  |      |
| 19   | Rune Zälle             | MBA     | 1 Vuelta  |      |
| 20   | Franz Birrer           | MBA     | 1 Vuelta  |      |
| 21   | Robin Appleyard        | MBA     | 3 Vueltas |      |
| Ret  | Jean-Claude Selini     | MBA     | Ret       |      |
| Ret  | Bruno Kneubühler       | MBA     | Ret       |      |
| Ret  | Alex Bedford           | MBA     | Ret       |      |
| Ret  | Esa Kytölä             | MBA     | Ret       |      |
| Ret  | Mogens Johansen        | MBA     | Ret       |      |
| Ret  | Thierry Feuz           | MBA     | Ret       |      |
| Ret  | Anton Straver          | MBA     | Ret       |      |
| Ret  | Jacky Hutteau          | MBA     | Ret       |      |
| Ret  | Flemming Kistrup       | MBA     | Ret       |      |
| Ret  | Thomas Møller-Pedersen | MBA     | Ret       |      |
| Ret  | Andrés Sánchez         | MBA     | Ret       |      |
| Ret  | Bjarne Nielsen         | Hummel  | Ret       |      |
| Ret  | Jörgen Ask             | MBA     | Ret       |      |
| DNS  | Luca Cadalora          | MBA     | DNS       |      |
| DNS  | Juha Pakkanen          | MBA     | DNS       |      |
| DNQ  | Hugo Vignetti          | MBA     | DNQ       |      |
| DNQ  | Boy van Erp            | MBA     | DNQ       |      |
| DNQ  | Lars-Erik Kallesö      | MBA     | DNQ       |      |
| DNQ  | Petri Vourela          | MBA     | DNQ       |      |
| DNQ  | Bengt Eliasson         | MBA     | DNQ       |      |
| DNQ  | Matti Kinnunen         | MBA     | DNQ       |      |
| DNQ  | Stefan Sand            | MBA     | DNQ       |      |
| DNQ  | Bo Blumenthal          | MBA     | DNQ       |      |